# Пенза
Пенза (рус. Пе́нза) град је у Русији и административно средиште Пензенске области у Поволшком федералном округу. Налази се на реци Сури, 709 km југоисточно од Москве.
Пенза је основана 1663. као гранична испостава на тадашњој југоисточној међи Русије.
Према попису становништва из 2010. у граду је живело 517.137 становника.
Пенза је добила име по реци уз коју је заправо био изграђен. Будући је то био град са међе, бројне прве куће су биле дрвене и направљене су без икаква средишњег плана. Прве камене куће су биле саграђене од 1801. до 1928.
Данас се град Пензу сматра регионалним средиштем високог образовања. Има пет универзитета: Државни, Академија пољопривреде, Технолошки институт и Институт за цивилне грађевине, 13 факултета и 77 јавних школа.
Поред ових, у Пензи су три позоришта, четири музеја и три уметничке галерије.
Географски Пенза увелико одудара од околних градова због својствених брда и околних густих шума. Према попису становништва из 2010. у граду је живело 517137 становника.

## Становништво
Према прелиминарним подацима са пописа, у граду је 2010. живело 517.137 становника, 888 (0,17%) мање него 2002.
| 1939.   | 1959.   | 1970.   | 1979.   | 1989.   | 2002.   | 2010.   |
| ------- | ------- | ------- | ------- | ------- | ------- | ------- |
| 159.776 | 255.481 | 373.650 | 482.916 | 543.006 | 518.025 | 517.137 |

## Партнерски градови
- Бекешчаба
- Рамат Ган
- Омск